# Miklós Hubay
Miklós Hubay (Nagyvárad, 3 aprile 1918 – Budapest, 7 maggio 2011) è stato un drammaturgo ungherese.
Esordì nel 1939 con il dramma antifascista Ratto d'Europa, seguito da Senza eroi nel 1942, incappato poi nella censura. Durante la seconda guerra mondiale Hubay divenne direttore della Nuova rivista d'Ungheria a Ginevra, rientrando a Budapest nel 1948.
Visse in Italia, rivestendo il ruolo di docente all'università di Firenze dal 1974 al 1988. La sua produzione raccoglie commedie leggere, drammi storici, tragedie apocalittiche, saggi sul teatro.

## Filmografia

### Sceneggiatore
- I tetti di Budapest (Pesti háztetök), regia di András Kovács (1962)
- Le avventure e gli allegri amori di Riccardo cuor di leone (Mit csinált Felséged 3-tól 5-ig?), regia di Károly Makk (1964)
- Le vigne di Meylan, regia di Rocco Cesareo (1993)

## Opere
- Ratto d'Europa (Európa elrablása, 1939)
- Nemzeti színjátszás, drámai magyarság, 1941
- Senza eroi (Hősök nélkül, 1942)
- Coq d'Esculape, 1945
- François Rabelais, 1953
- Un'estate ungherese (Egy magyar nyár, 1954)
- Il giorno di Stefano (István napja, 1955)
- I lanciatori di coltelli (Késdobálók, 1957)
- Una delle Europe (Egyik Európa, 1957)
- C'est la guerre, 1958
- Három csésze tea, 1959
- Tavaszi mise, 1960
- Népi komédiák, 1960
- Tre notti di un amore (Egy szerelem három éjszekája, 1961)
- Solo loro conoscono l'amore (Ök tudják, mi a szerelem, 1962)
- Silenzio dietro la porta (Csend az ajtó mögött, 1963)
- Hősökkel és hősök nélkül, 1964
- A megváltó mutatvány, 1965
- Játékok életre-halálra, 1968
- Antipygmalion, 1968
- Nerone è morto? (Néró játszik, 1968)
- La Sfinge (Szfinx, 1968)
- Úton és itthon, 1970
- Sto portando del fuoco (Tüzet viszek, 1971)
- Aranykor, 1972
- A zsenik iskolája, 1972
- Le parche (Párkák, 1974)
- Teatro sul dorso della balena (Színház a Cethal hátán, 1974)
- Néronissime ou l'Empereur s'amuse, 1975
- Il carnevale romano (Római karnevál, 1977)
- A szív sebei, 1978
- Napló nélkülem, 1978
- Addio ai miracoli (Búcsú a csodáktól, 1979)
- Drammi della fine del mondo (Világvégjátékok, 1980)
- A dráma sorsa, 1983
- Fiatal nők kékben és pirosban, 1983
- Sfida agli dei (Istenkisértó, 1991)
- Freud, ultimo sogno (Freud az álomfejtó álma, 1991)
- Végtelen napjaim I.-II., 1996-1997
- Törtaranykor, 1997
- Hová lett a Rózsa lelke?, 1997
- Talán a lényeg..., Olvasói és tanári napló a magyar líráról, 1998
- I segugi (Nyomkeresők, 2001) scritto con Sauro Albisani
- Kívül Magamon, 2004
- Gím a fekete csalitban, 2005
- Lélegzetvisszafojtva, 2006
- Lábnyomok a porban, 2007
- Két kuruc beszélget, 2008
- Aztán mivégre az egész teremtés?, 2010